# Rodrigo Mieres
Rodrigo Gastón Mieres Pérez, noto semplicemente come Rodrigo Mieres (Paysandú, 19 aprile 1989), è un calciatore uruguaiano, difensore del Deutscher.

## Palmarès

### Competizioni nazionali
- Primera B Nacional: 1

Atlético Tucumán: 2015